# Daniel S. Milo
 (avril 2024).
 (26 mai 2019).
- Si vous ne connaissez pas le sujet, laissez ce bandeau (vous pouvez alors contacter les auteurs).
- Si vous supprimez le contenu mis en cause (vous pouvez préalablement contacter les auteurs),

argumentez précisément cette suppression dans la page de discussion
(un manque de référence n'est pas un argument ; une recherche réelle de référence doit avoir été effectuée, être formellement documentée).
Pour les articles homonymes, voir Milo.
Daniel Shabetai Milo (hébreu : דניאל שבתאי מילוא), né à Tel Aviv le 21 août 1953 sous le nom de Daniel Milwitzky, est un philosophe et écrivain franco-israélien.
Maître de conférences de philosophie naturelle à l'École des hautes études en sciences sociales de Paris (EHESS) en 2019–2020, il est l'auteur de neuf livres, de trente-cinq articles et de chapitres de livres, de trois courts métrages et de plusieurs productions théâtrales.

## Biographie
Daniel S. Milo est né à Tel Aviv, en Israël, en 1953. Son père, Yossef Milo (Milwitsky), est né à Berlin et sa mère, Bruria Milo (née Weitzen), était originaire de Pologne. Après avoir obtenu un baccalauréat et une maîtrise en philosophie, en littérature comparée et en études cinématographiques à l'université de Tel-Aviv, il a terminé sa thèse de maîtrise en 1980. Après avoir déménagé à Paris en 1982, il a rédigé une thèse de doctorat en études culturelles à l'École des hautes études en sciences sociales (EHESS), puis a été recruté dans cette même institution.
Milo a proposé une révision de la façon de faire de l'histoire dans un manifeste intitulé Pour une histoire expérimentale, ou le gai savoir, repris dans Alter histoire. Essais d'histoire expérimentale. En 1989, il commence à l'EHESS son séminaire qu'il intitule Lire. « C'était le challenge : être avec les grands esprits » (entretien à la revue Labyrinthe ). En 2007, son  séminaire change de nom et s'intitule : Philosophie naturelle.

## Œuvre
- Si vous ne connaissez pas le sujet, laissez ce bandeau (vous pouvez alors contacter les auteurs).
- Si vous supprimez le contenu mis en cause (vous pouvez préalablement contacter les auteurs),

argumentez précisément cette suppression dans la page de discussion
(un manque de référence n'est pas un argument ; une recherche réelle de référence doit avoir été effectuée, être formellement documentée).

### Études culturelles
La thèse de doctorat de Milo, Aspects de la survie culturelle, présentait ses recherches sur l'excès ; elle était sa première rencontre avec le darwinisme. Il y a des candidats au panthéon culturel : la lutte pour la (sur)vie dans la mémoire collective est malthusienne. Milo considère la postérité comme l'équivalent culturel de la sélection naturelle. Il évalue la vie posthume d'un artiste ou d'une œuvre en comptant sa présence dans les manuels scolaires, les traductions, les musées, etc. Deux des chapitres de sa thèse ont été publiés dans Les Lieux de mémoire sous la direction de P. Nora, un autre l'a été dans Annales HSS.

### Philosophie expérimentale
La plupart des questions sur les affaires humaines ne peuvent pas être testées expérimentalement en raison des contraintes éthiques dans la recherche sur les sujets humains Dans son séminaire « Lire », Milo a lu pendant une quinzaine d'années les grands textes littéraires comme des protocoles où l'écrivain pousse à la limite un trait humain, une situation humaine, et nous montre ce que cela donne. Cette méthode a donné Héros & cobayes (1997),.

### Philosophie naturelle
Milo a publié L'Invention de demain partant du constat que jusqu'il y a 58,000 ans, l'humanité ne comptait pas plus de 20.000 personnes. Ce ne serait donc pas le grand cerveau de l'homme qui a livré "l'arbitrage final dans la bataille pour la vie" (Darwin). Milo constate que nos ancêtres sont devenus de plus en plus vulnérables précisément à cause de la croissance du cerveau. Puis, comme par un tour de magie, la roue de la fortune a tourné. Plusieurs centaines de membres de notre espèce ont émigré d'Afrique il y a 58 000 ans, et en l'espace de vingt mille ans, certains d'entre eux sont arrivés en Australie ! L'expansion géographique s'est accompagnée d'une explosion démographique. De vingt mille, ils sont passés à vingt millions, puis à deux cents millions, puis à huit milliards.

### Good Enough
Après avoir exploré l'excès humain dans L'invention de demain, les recherches de Milo l'ont conduit à la nature, en particulier à l'évolution. Good Enough: The Tolerance for Mediocrity in Nature and Society (2019) montre que l'excès, la redondance, l'absurdité, le bruit, l'inutilité, la futilité et l'inefficacité sont omniprésents à tous les niveaux de la vie, du moléculaire au comportemental,,. La seule différence entre les deux types d'excès : l'homme produit ses excès alors que les autres organismes en héritent. Le biologiste Nicolas Gompel de l'Université Ludwig-Maximilians de Munich écrit : « Dans cet essai salutaire, Daniel Milo raconte aux biologistes avec joie ce qu'ils savent déjà mais qu'ils n'avouent jamais. Enracinant son argument dans la genèse de la théorie de Darwin, Milo met l'accent sur la place du médiocre, de l'inutile et du nivellement par le bas dans la variation naturelle. »[Pas dans la source]

## Critique
En France, l'ouvrage Good Enough: The Tolerance for Mediocrity in Nature and Society a été reçu par un commentaire critique signé par 147 personnels académiques et publié sur le site de la Société française d'écologie et d'évolution. La critique indique que le livre « n’apporte aucune innovation solide et commet même des erreurs assez évidentes », et interroge ainsi la pertinence de la large et élogieuse couverture médiatique dont a bénéficié l'ouvrage en France. 

## Œuvres
- « Aspects de la survie culturelle », thèse de doctorat, Paris, EHESS, 1985
- Trahir le temps (histoire), Paris, Les Belles Lettres, 1991
- Alter Histoire : essais d'histoire expérimentale, avec Alain Boureau et al., Paris, Les Belles Lettres, 1991
- Clefs, Paris, Les Belles Lettres, 1993[14]
- Pour Narcisse : essai de l'amour impartial, Paris, Les Belles Lettres, 1995[15]
- Héros & Cobayes, Paris, Les Belles Lettres, 1997
- La Dernière Mort de Socrate, Paris, Les Belles Lettres, 2002
- Les Porteurs de cerveau, Paris, Les Belles Lettres, 2004
- Hamzaat Ha'Machar,Tel Aviv, Ha-Kibbutz Ha-Mehuchad, 2009[16]
  - traduction en français : L'invention de demain, 2011, Paris, Les Belles Lettres
- Good Enough: The Tolerance for Mediocrity in Nature and Society, Cambridge MA, Harvard University Press, 2019
  - traduction en français : La survie des médiocres : critique du darwinisme et du capitalisme, Gallimard, coll. « Bibliothèque des sciences humaines », 412 p., 2024. Cet ouvrage vise, selon Le Monde, à déconstruire un mode de penser qui est devenu souvent spontané : la fusion du capitalisme avec la théorie darwinienne de l’évolution et surtout de la sélection naturelle[17].

## Prix littéraires
- Grand prix Moron de l'Académie française pour son essai La Survie des médiocres. Critique du darwinisme et du capitalisme (2024)[18],[19]